# Architettura romanica in Sardegna

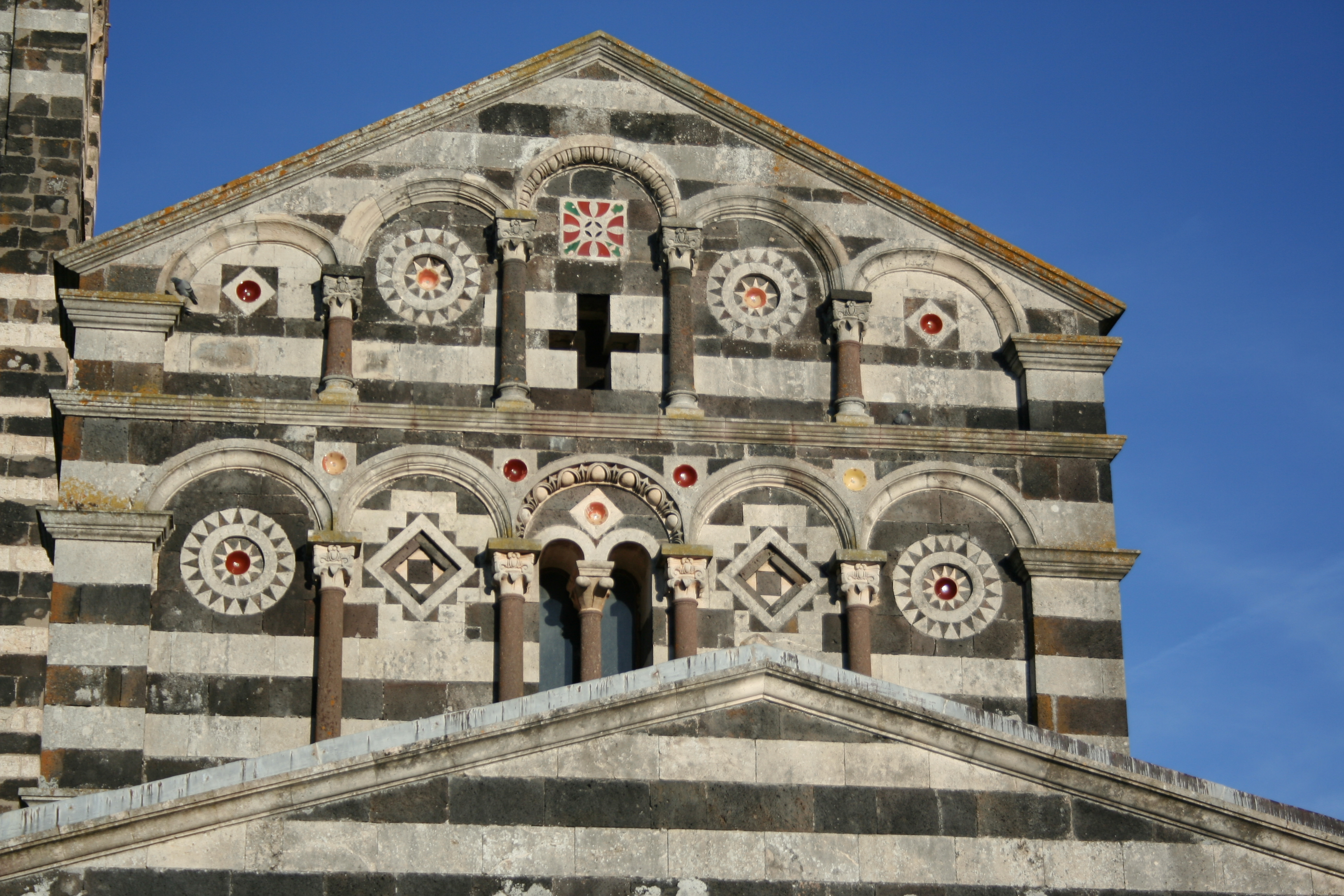
Facciata della Basilica di Saccargia presso Codrongianos

Il romanico sardo è lo stile architettonico romanico che si sviluppò in Sardegna.
L'architettura romanica in Sardegna ha avuto un notevole sviluppo sin dalle prime origini e per un lungo periodo. Le sue espressioni, benché autonome, non sono classificabili in un'unica forma, poiché nell'isola il romanico si è manifestato con risultati variati, grazie a varie influenze, legate all'insediamento nella Sardegna giudicale di numerosi ordini religiosi, provenienti da varie regioni italiane e francesi. Di conseguenza nelle architetture di quell'epoca sono riconoscibili influssi pisani, lombardi e provenzali oltreché tracce del passaggio di maestranze di cultura islamica, provenienti dalla penisola iberica. In totale si contano oltre 150 monumenti romanici in Sardegna.

## Storia

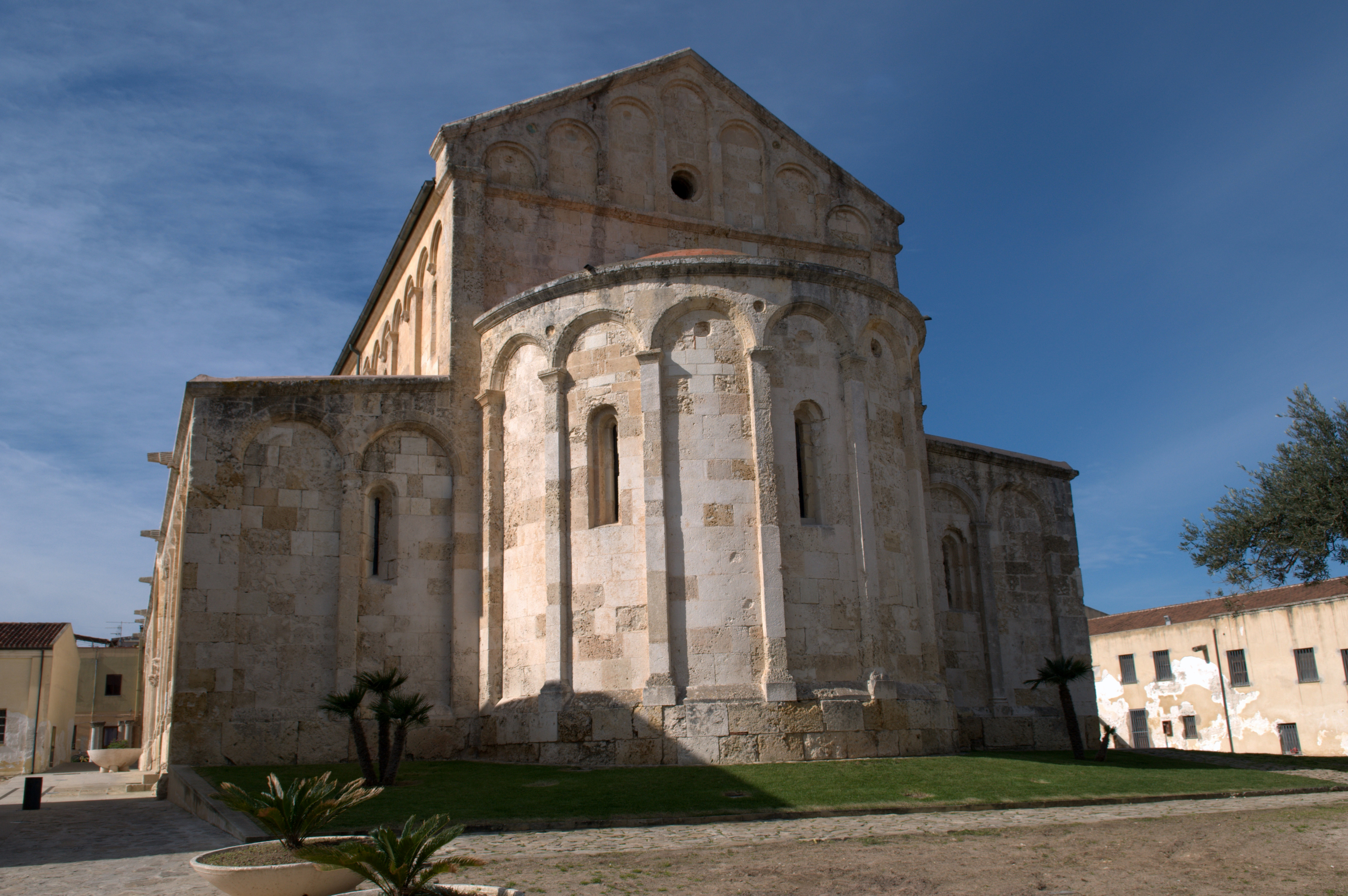
Basilica di San Gavino, abside ad est della chiesa di Porto Torres (ante 1063)

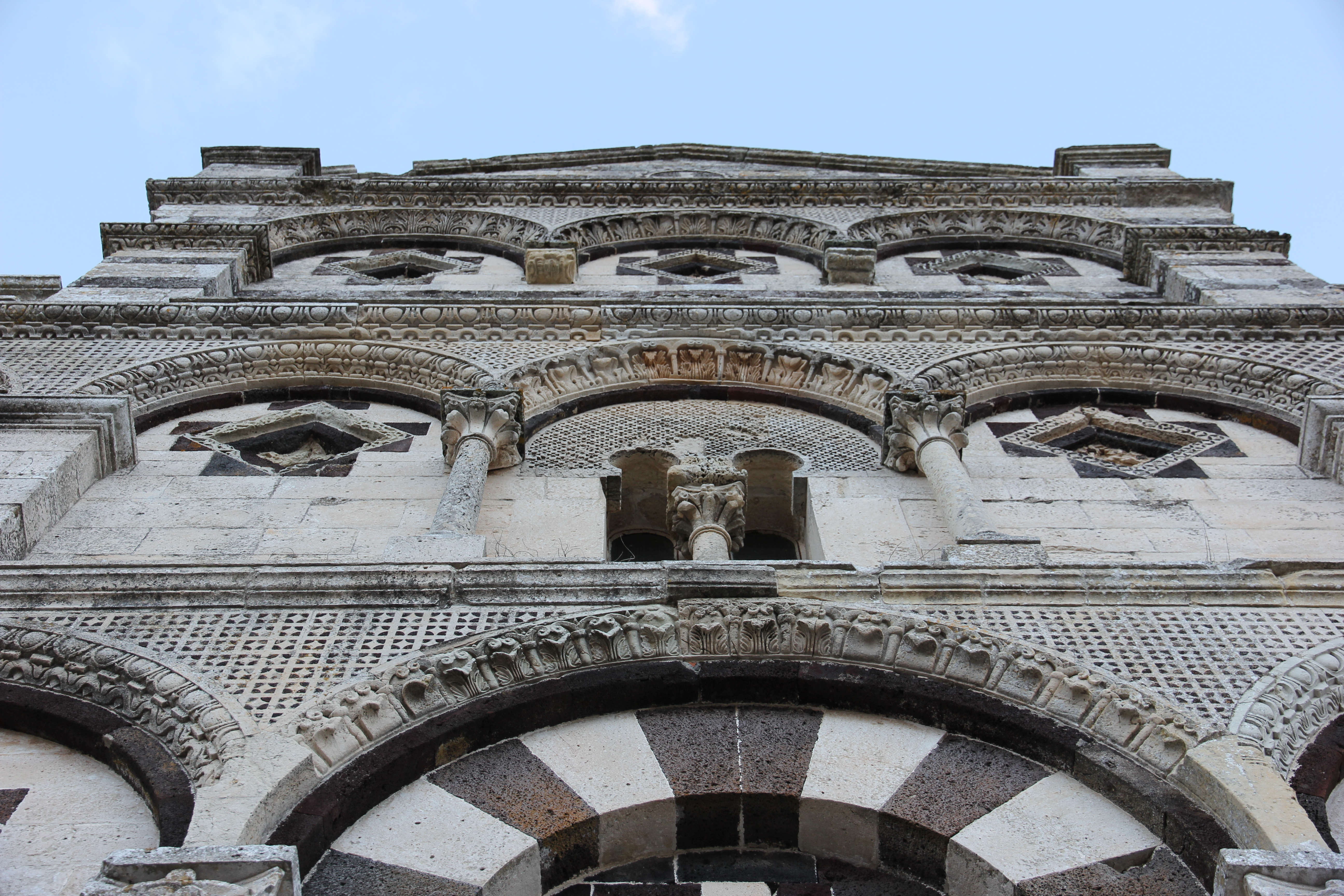
Facciata della chiesa di San Pietro di Sorres presso Borutta

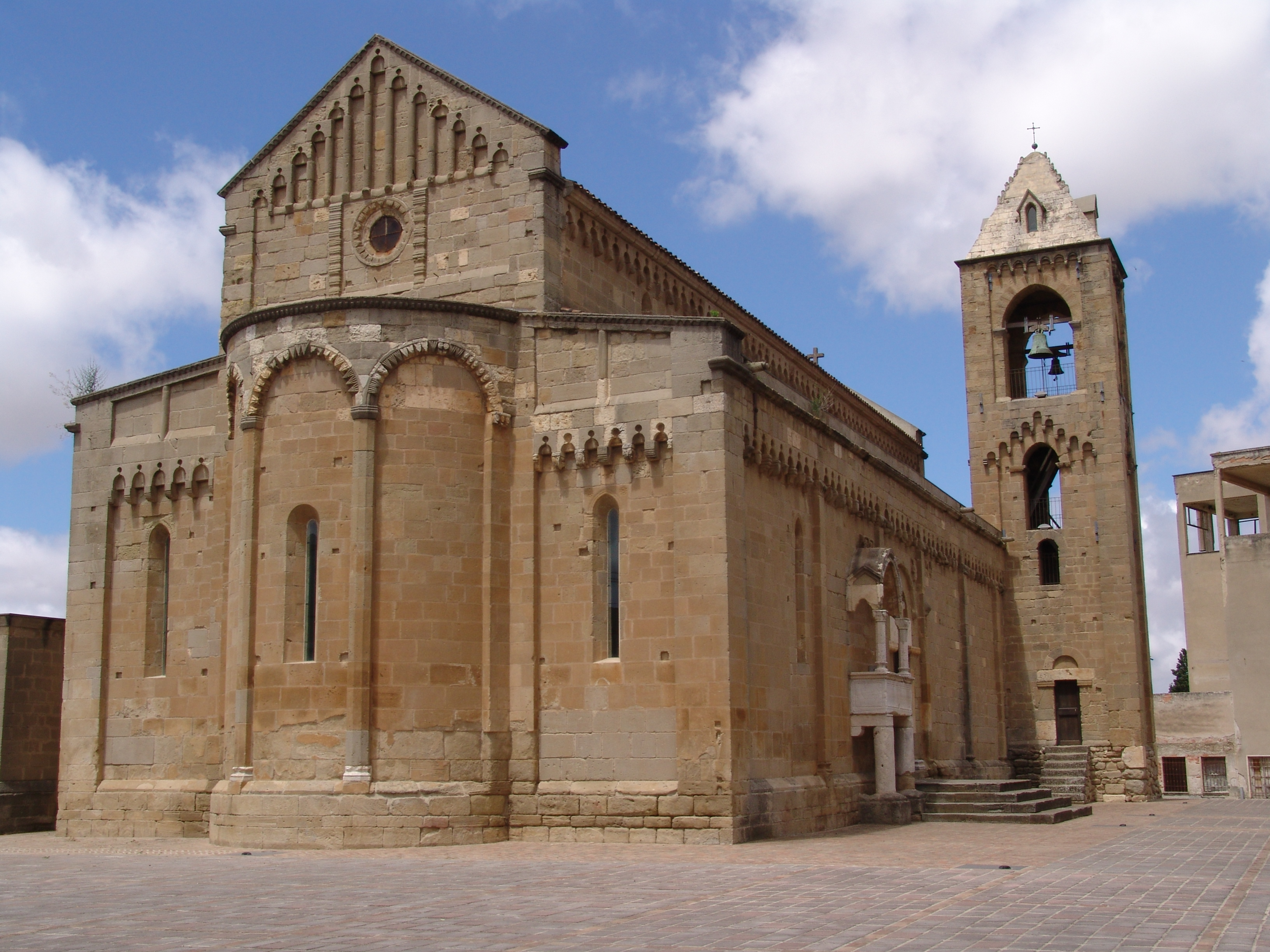
Chiesa di San Pantaleo, Dolianova

### Gli inizi
(Raffaello Delogu, L'architettura del medioevo in Sardegna, Roma 1953)
Il quadro storico del romanico arcaico si presenta in maniera più tempestiva nel settentrione dell'isola. Questo a causa del fatto che i judikes avevano favorito in maniera più larga l'arrivo dei monaci dalla terraferma, rispetto a quelli del cagliaritano. I monaci arrivati da varie parti per stabilirsi, avevano costruito cenobi e monasteri, e la relativa edilizia si espresse in maniera più varia. 
Questa fioritura si manifestò nel giudicato di Torres dove, nel 1063 il judike Barisone I, succeduto al padre Gonnario Comita, aprirà la stagione dell'immigrazione degli ordini monastici nell'isola. Infatti nel 1064 fece compilare l'atto di donazione Carta di Nicita in cui cedeva a Desiderio di Benevento, abate di Montecassino, una vasta area e delle sue pertinenze: comprese le chiese di Nostra Segnora de Mesumundu  e la chiesetta dei santi Elia ed Enoch, posta sulla sommità del Monte Santu in territorio di Siligo.

### I primi edifici
Il primo edificio romanico dell'isola è rappresentato dalla chiesa di San Pietro di Bosa, ed in particolare dal suo corpo centrale, la cui costruzione fu avviata nel 1053; mentre l'abside, con le due attigue campate, e i muri della navata furono realizzati tra il primo e il secondo decennio del XII secolo..
Di un decennio successiva, è l'inaugurazione della basilica di San Gavino a Porto Torres, nel Giudicato di Torres, che fu celebrata nel 1080 dal giudice Mariano di Torres e dallo stesso Costantino di Castra che aveva dato l'avvio alla costruzione della cattedrale di Bosa e che, dal 1073, era stato nominato arcivescovo di Torres. La basilica fu eretta presso un'area dove vi erano una necropoli paleocristiana e due antiche basiliche databili al V-VII secolo.
La prima menzione documentaria della chiesa di San Gavino è databile intorno al 1065 ed è contenuta nel Condaghe di San Pietro di Silki. Il Condaghe di San Gavino, documento apografo pubblicato nel 1620, riporta alcune vicende della costruzione della basilica. Secondo lo Pseudocondaghe, l'inizio dei lavori risalirebbe alla prima metà dell'XI secolo e sarebbero stati promossi da Gonnario Comita giudice di Torres e di Arborea (circa 1015 - 1038), che avrebbe commissionato l'opera a maestranze pisane. Nello Pseudocondaghe si narra che il Judike: «Et icustu Iudighe Comida mandait a Pisas, feghit vener XI mastros de pedra et de muru, sos plus fines et megius qui potirunt acatare in Pisas, et posit ad operare sa ecclesia».
Nel 1089 Costantino I Salusio II, giudice di Cagliari, dona a Riccardo, abate di San Vittore di Marsiglia, la Basilica di San Saturnino e altre proprietà perché i monaci fondino un monastero. Da allora in poi per diversi decenni arrivarono nell'isola rappresentanti di numerosi ordini religiosi fra i quali: i camaldolesi, i vallombrosani (San Michele di Plaiano a Sassari e San Michele di Salvennor a Ploaghe), i cistercensi, vittorini, ecc. A seguito di questo fenomeno, tramite il notevole impegno finanziario della nobiltà locale (mayorales), furono fondate numerose chiese private, si ebbe così lo sviluppo dell'architettura romanica che, nell'isola, assunse dei caratteri originali e molto interessanti.

## Influenze stilistiche
Giulio Carlo Argan individua nel romanico sardo nei secoli XI e XII un «particolare atteggiamento» di fronte alle due nuove correnti lombarda e toscana, che spesso vengono fuse producendo dei risultati inediti.
Come nel caso del San Nicola di Trullas (ante 1113) a Semestene (SS), della cappella palatina di Santa Maria del Regno (1107) ad Ardara o del San Nicola di Silanis (ante 1122) di Sedini (SS) e la Basilica di San Simplicio a Olbia (XI-XII sec.) solo per citarne alcune. 
Non mancano esempi di architetture di derivazione esclusivamente lombarde come nel caso della Chiesa di San Pietro di Zuri del maestro Anselmo da Como, a cui è attribuita anche la ricostruzione duecentesca della facciata della chiesa di San Pietro di Bosa.
Numerosissime nell'isola sono anche le architetture di derivazione francese, realizzate per conto dei monaci di Marsiglia da maestranze provenzali, in alcuni casi coadiuvate da maestranze locali formatesi in Italia. Fra queste la chiesa di San Platano a Villaspeciosa, chiesa di San Gemiliano a Sestu, San Lorenzo a Cagliari, San Saturnino di Ussana ed il primo impianto della Santa Maria di Uta (CA). 
Ma nell'isola non agirono esclusivamente i benedettini di San Vittore, ma anche altri ordini d'oltralpe quali i cistercensi (Abbazia di Nostra Signora di Paulis presso Ittiri), i templari e i lerinensi.
Fra le architetture romaniche della Sardegna si possono evidenziare numerosi esempi di chiese di stretta derivazione toscana come la basilica di Saccargia a Codrongianos e la chiesa di San Pietro di Sorres, Borutta (SS), la chiesa di Nostra Signora di Tergu oppure la cattedrale di Santa Giusta dell'omonimo centro (OR) e la chiesa di San Nicola di Ottana (NU). 
Rimarchevoli sono anche le strutture difensive e le torri della città di Cagliari, fra le quali la Torre di San Pancrazio e la Torre dell'Elefante, progettate dall'architetto sardo Giovanni Capula, di scuola toscana.

## Galleria d'immagini

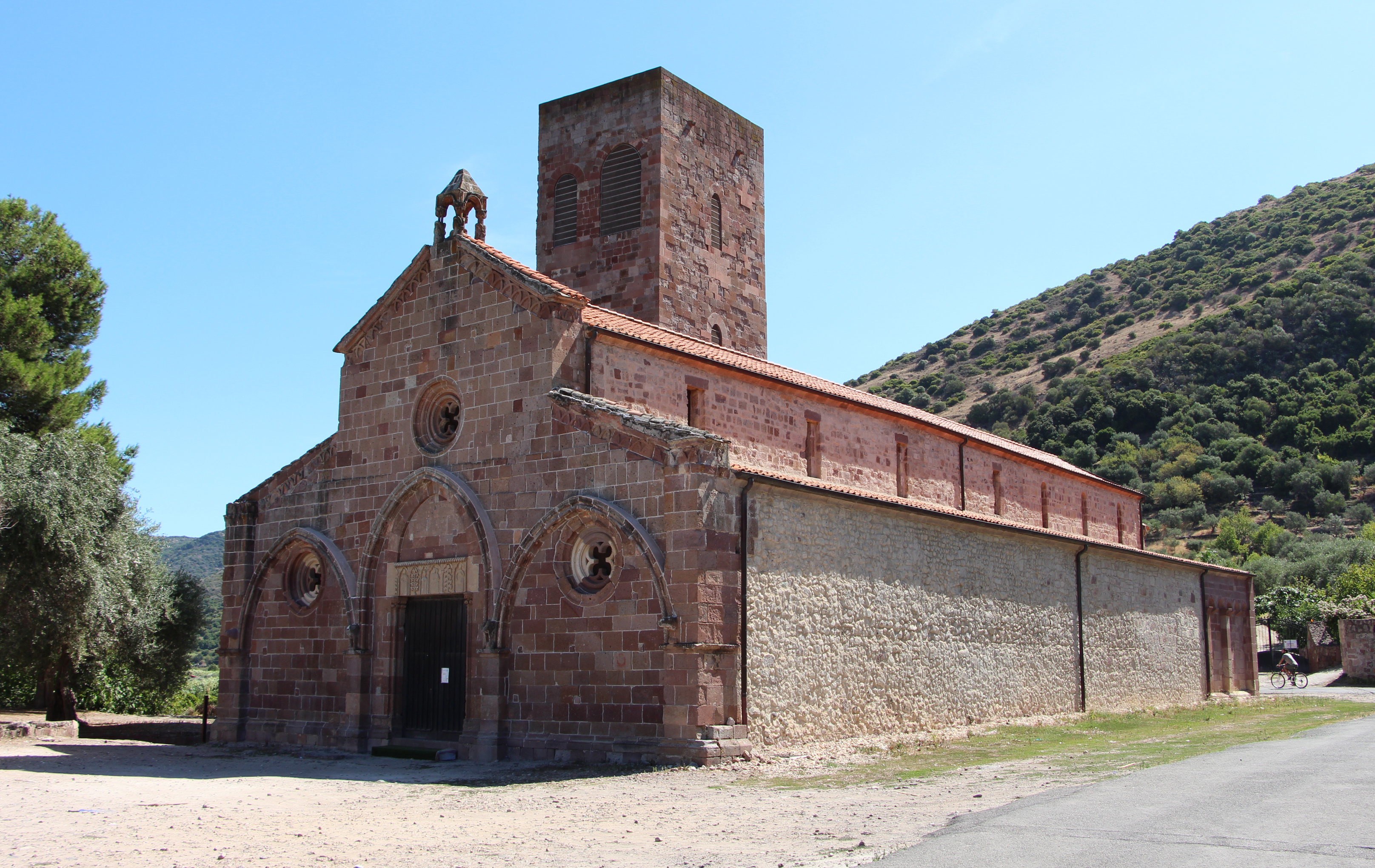
Chiesa di San Pietro, Bosa
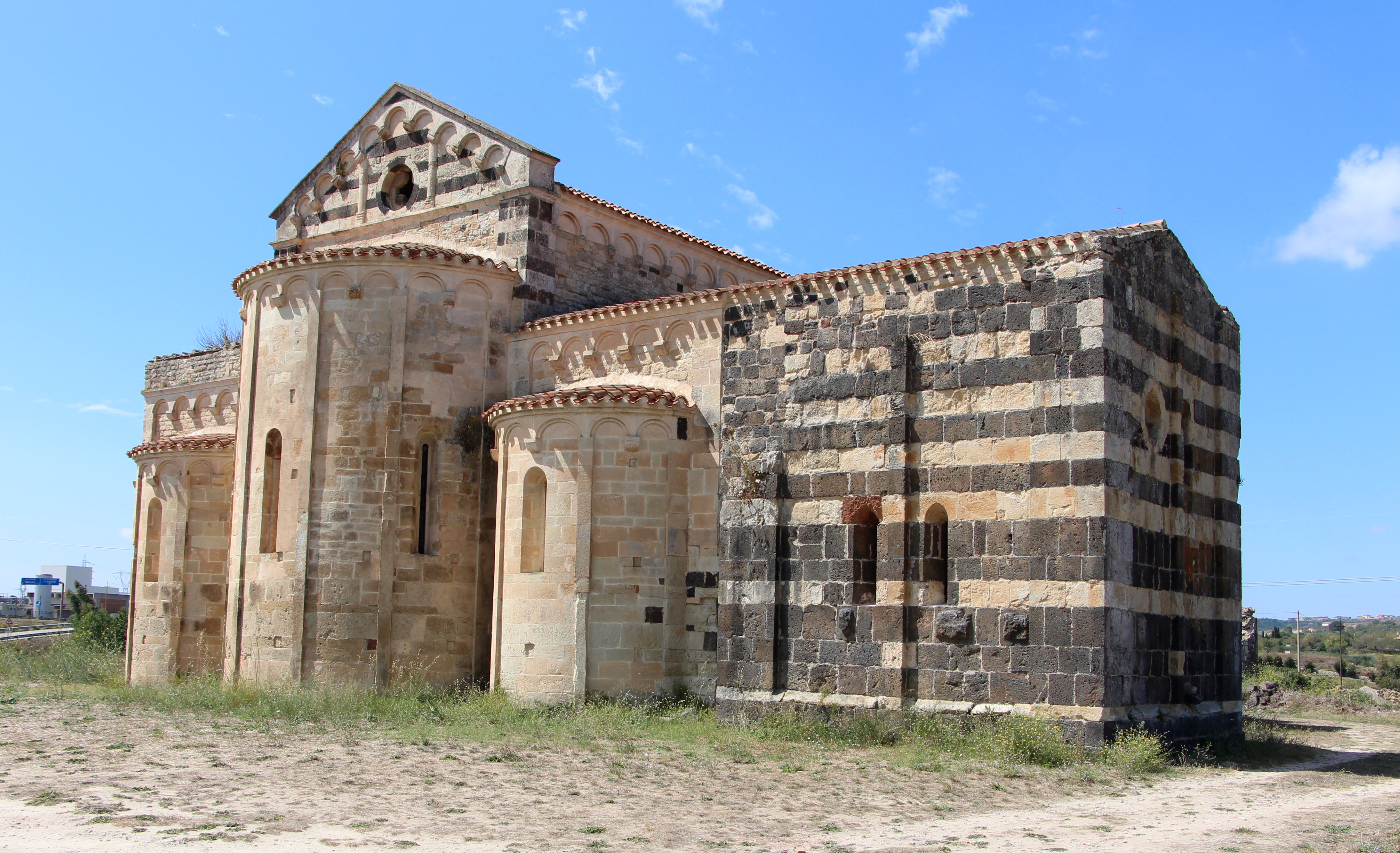
Chiesa di San Michele di Salvenero, Ploaghe
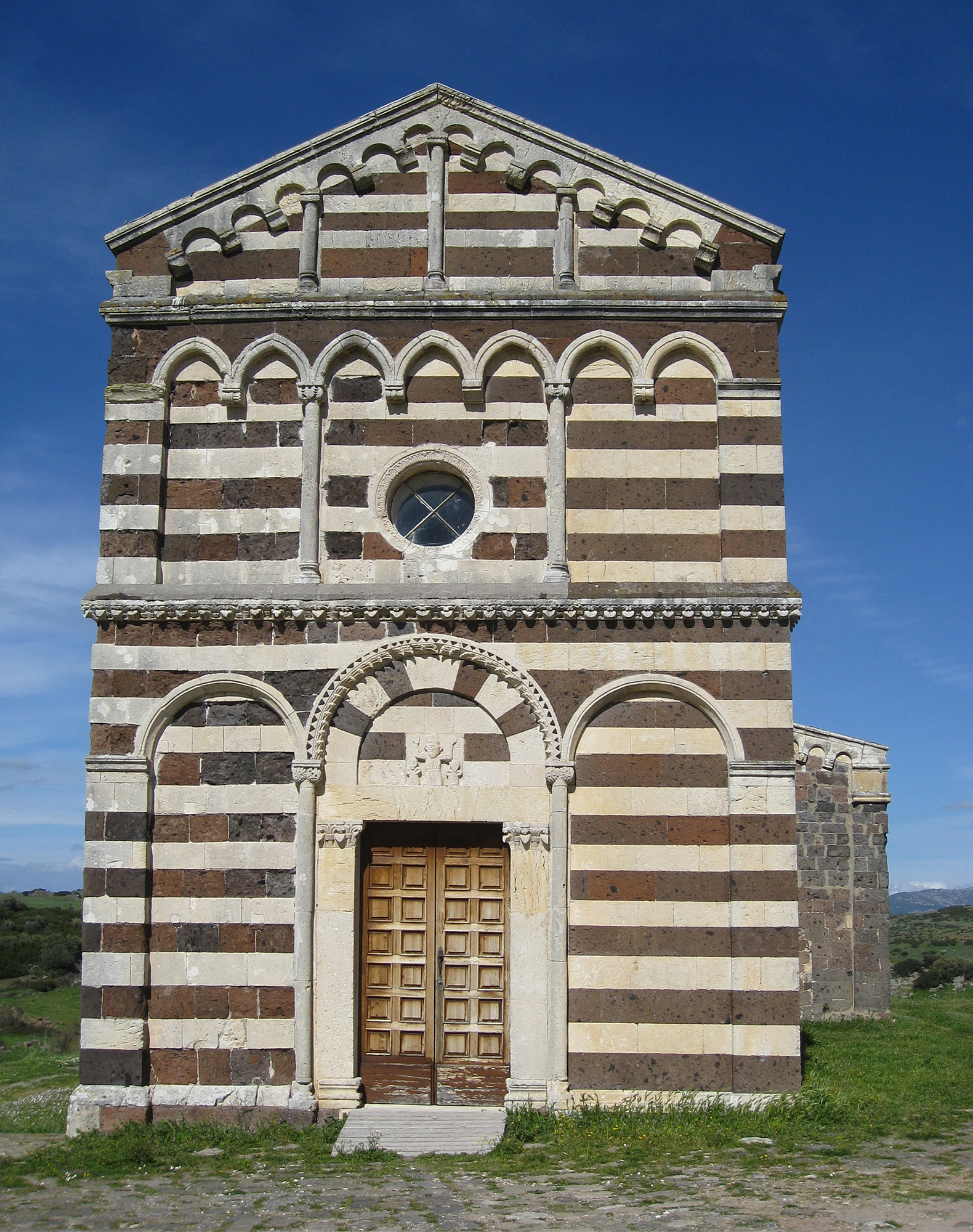
Chiesa di San Pietro delle Immagini, Bulzi
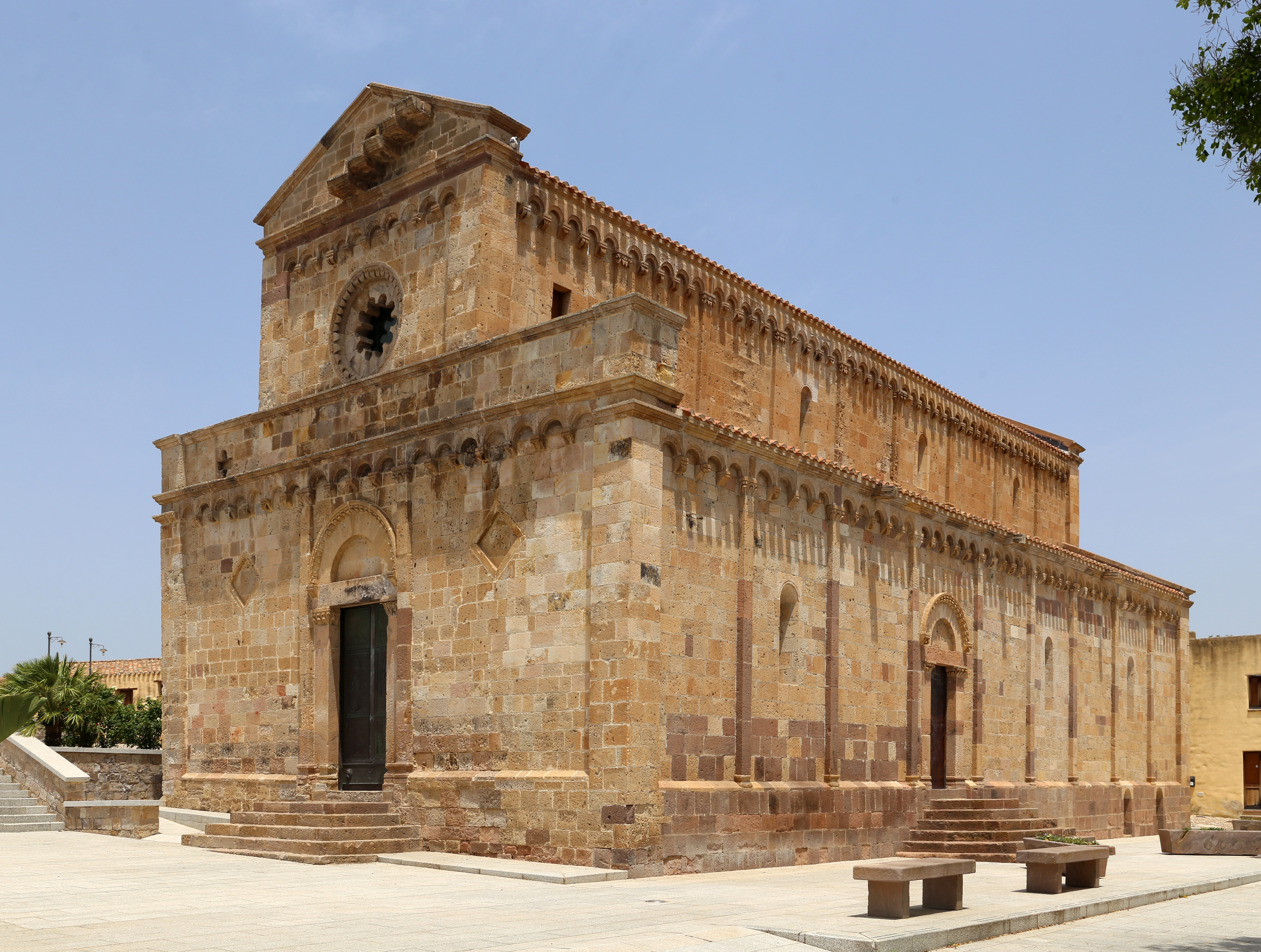
Chiesa di Santa Maria di Monserrato, Tratalias
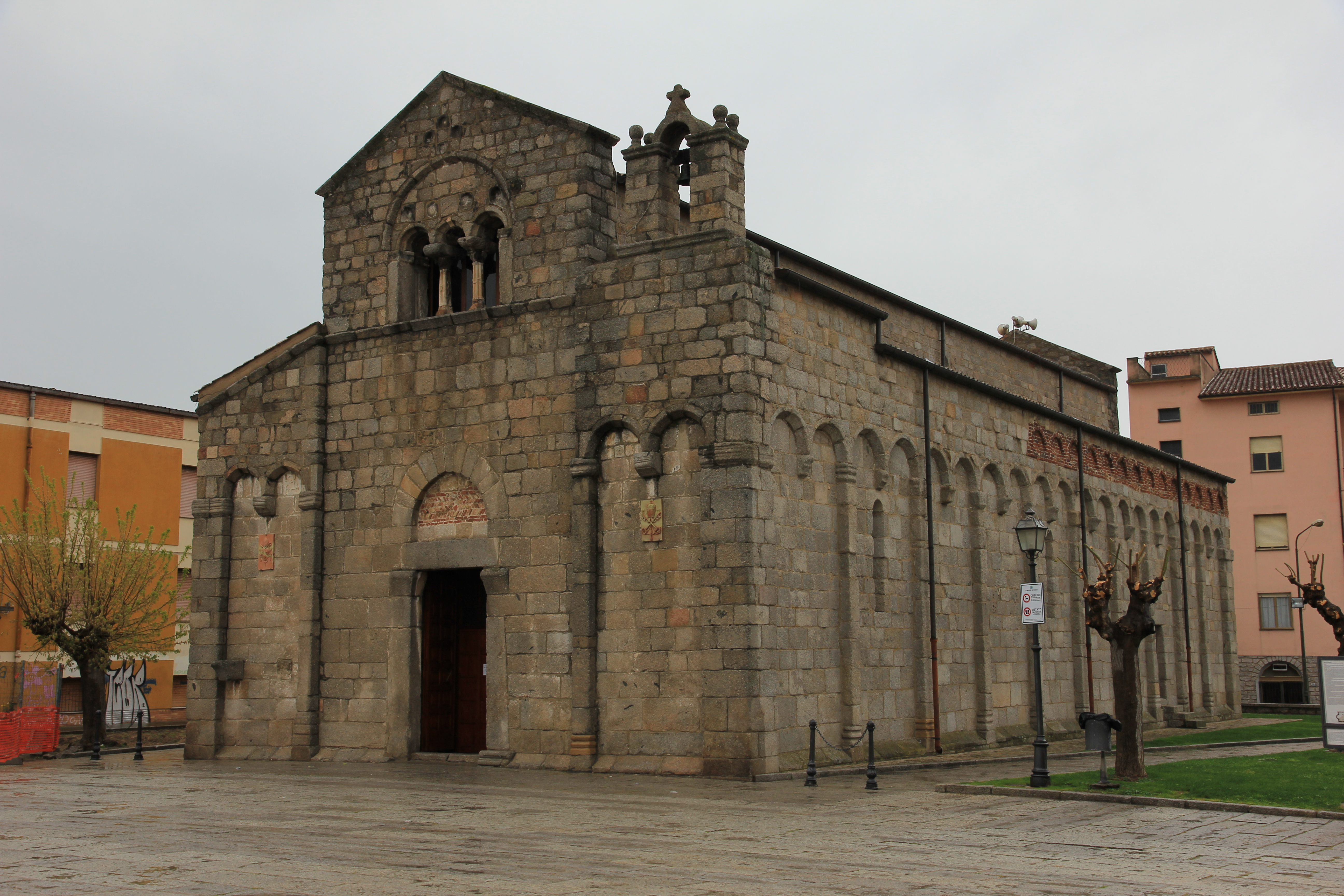
Basilica di San Simplicio, Olbia.
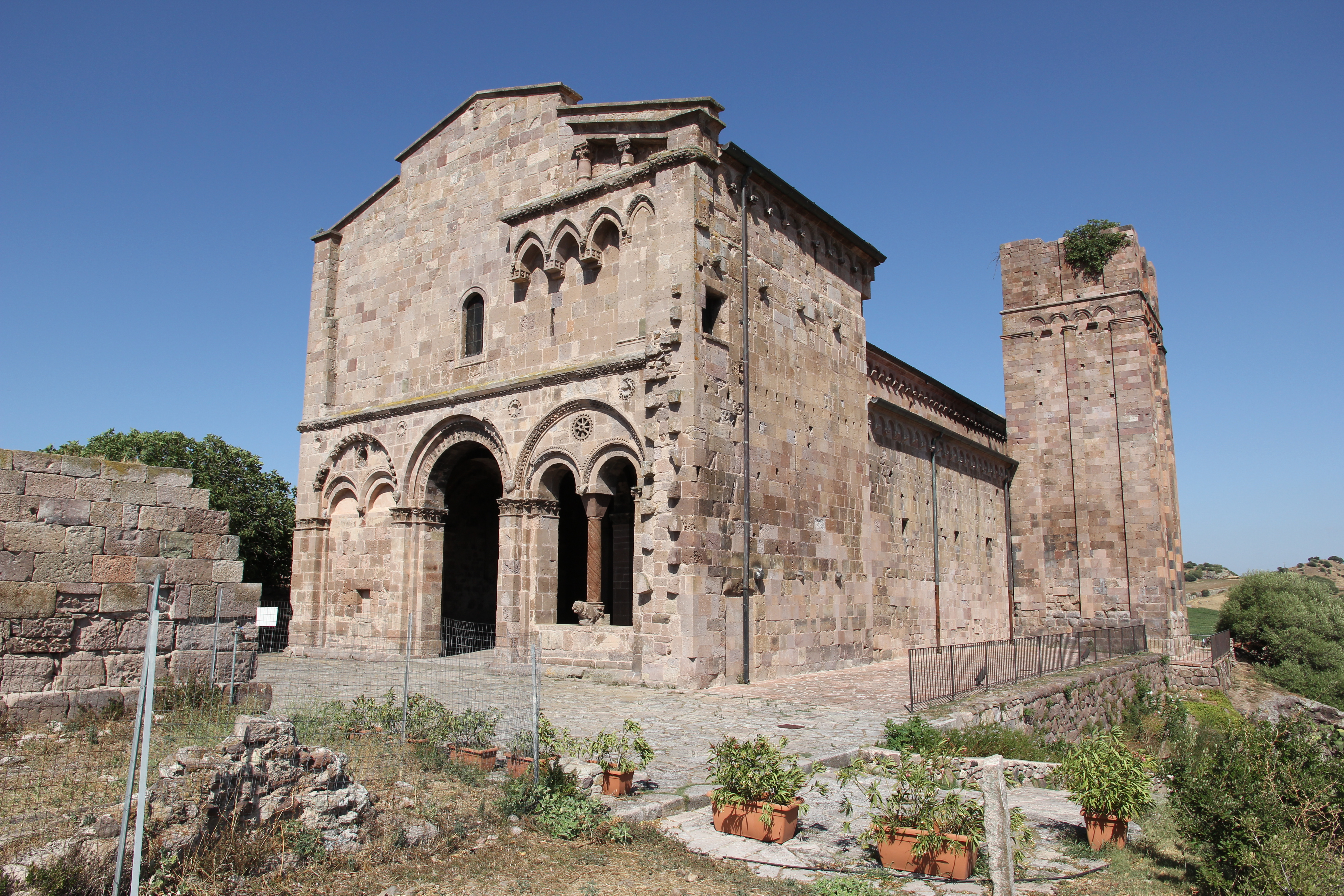
Cattedrale di Sant'Antioco di Bisarcio, Ozieri
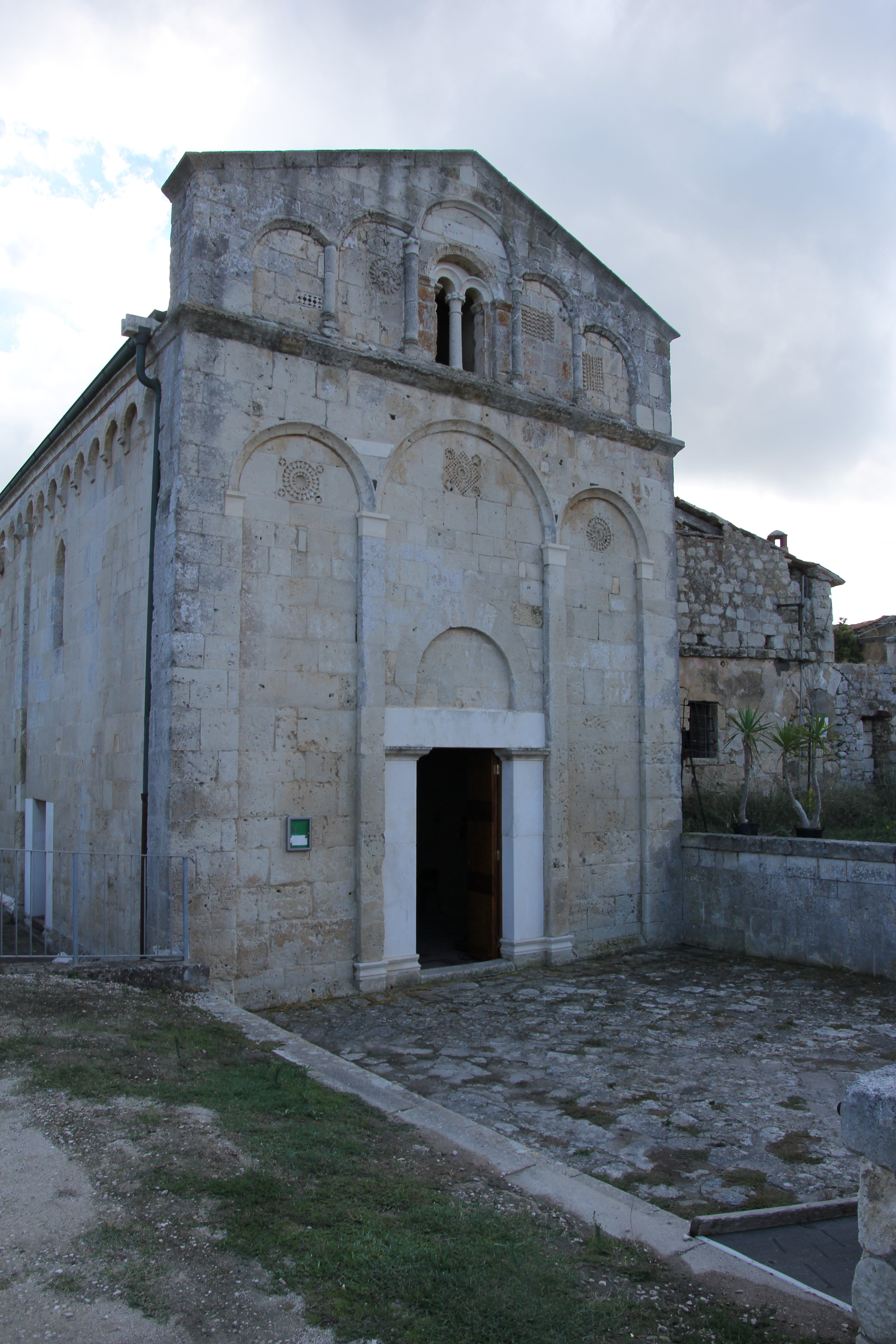
San Michele di Plaiano, Sassari
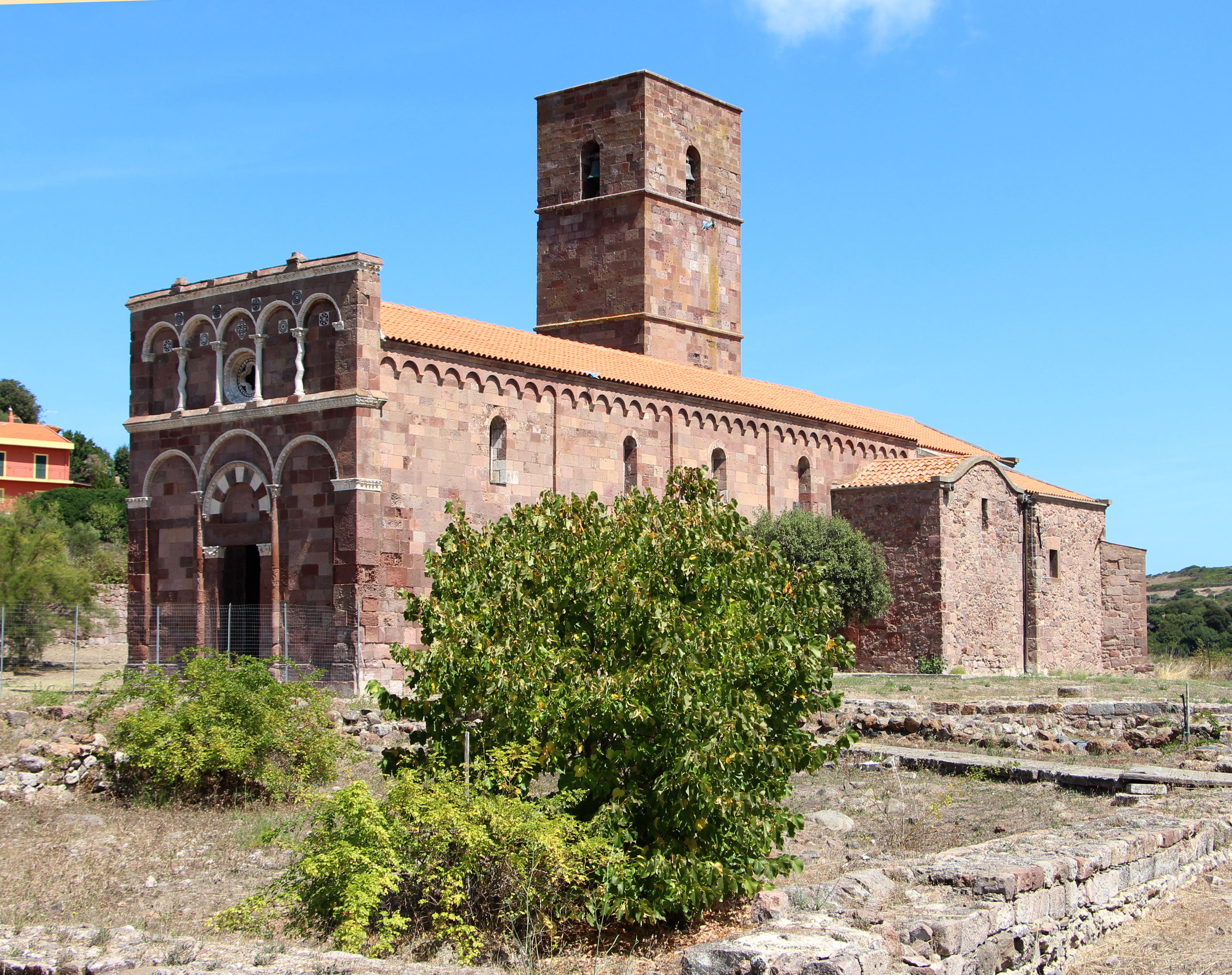
Nostra Signora di Tergu
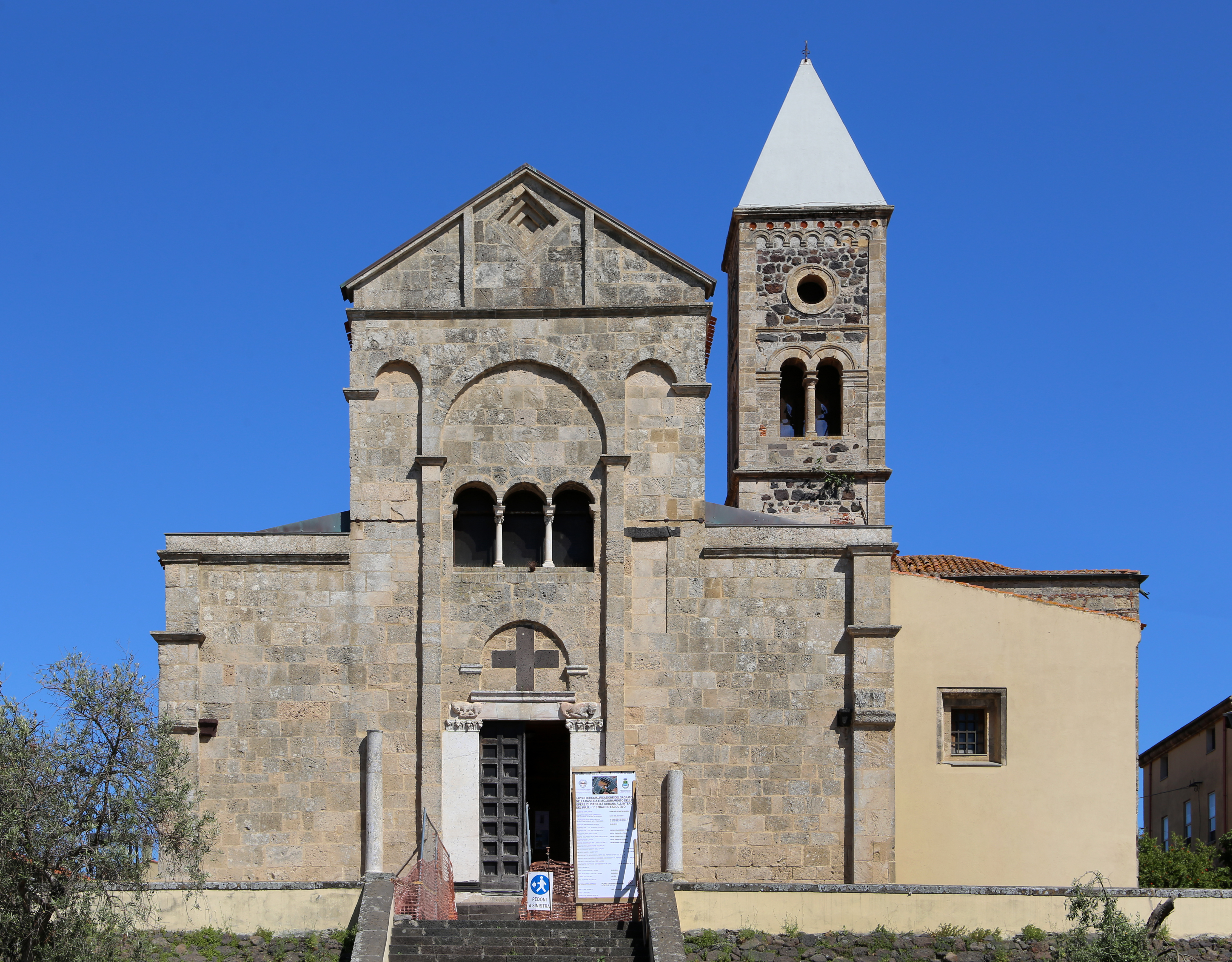
Cattedrale di Santa Giusta
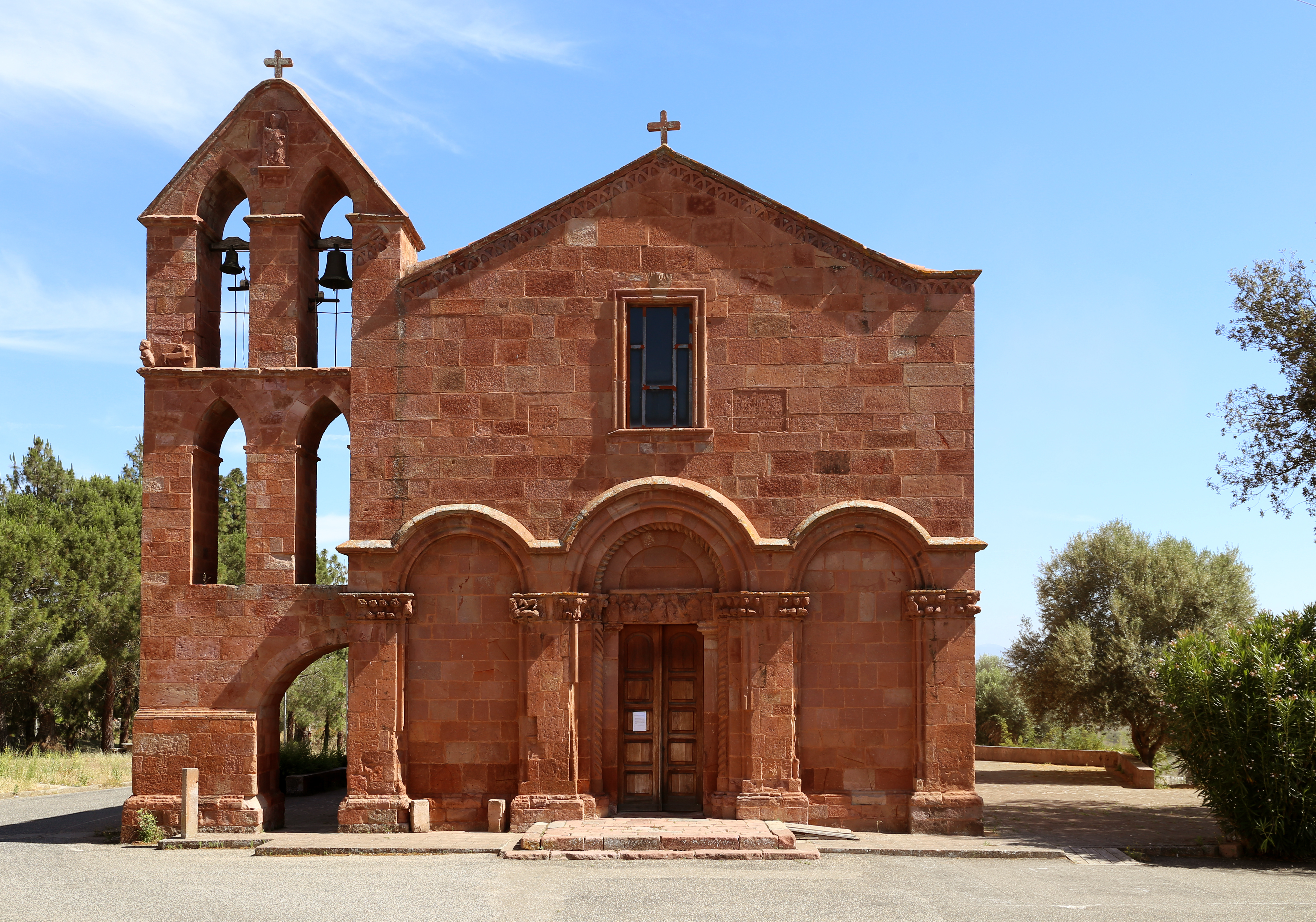
Chiesa di San Pietro di Zuri
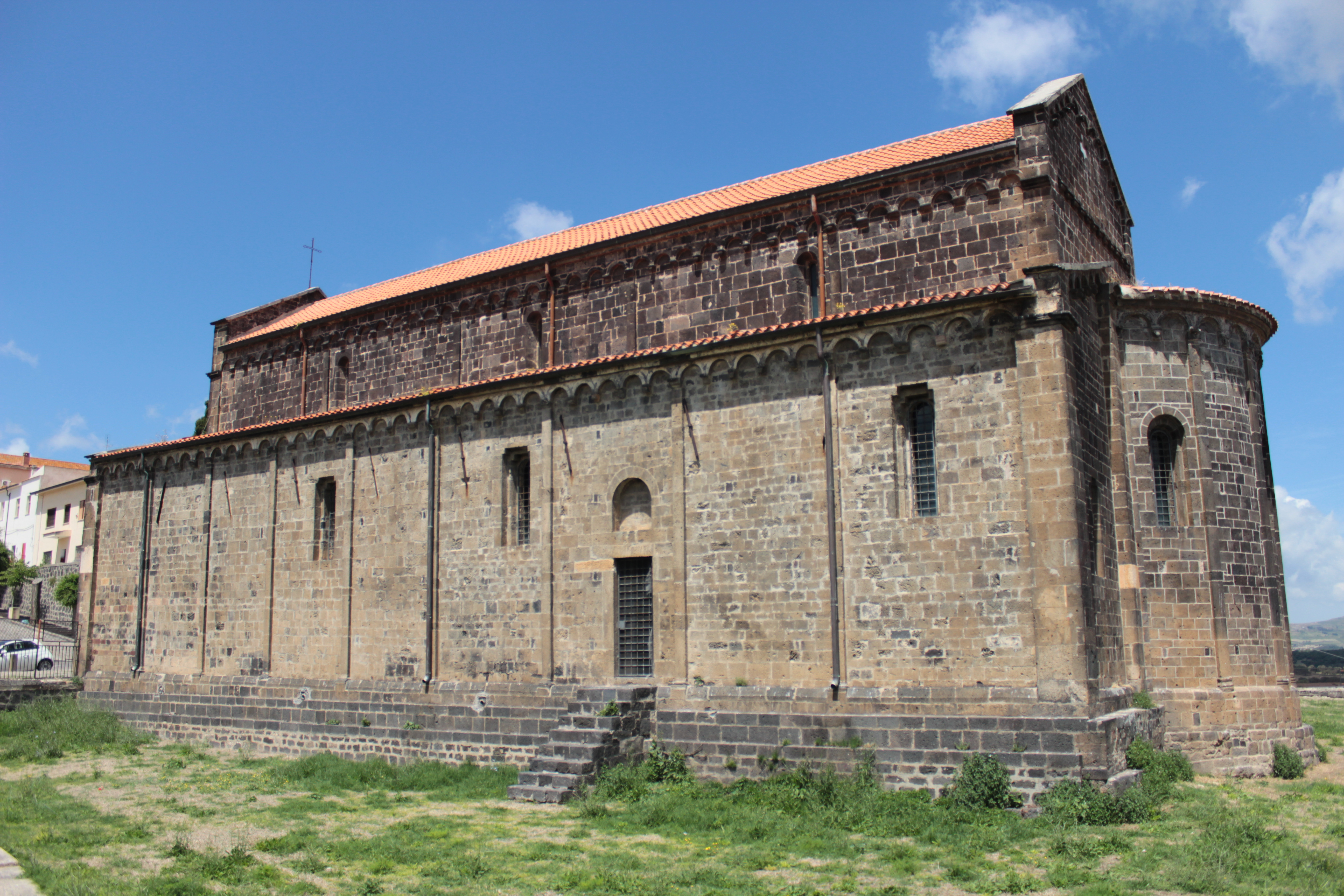
Chiesa di Santa Maria del Regno, Ardara